# روبن بين
روبن بين (بالإنجليزية: Robin Behn)‏ هي كاتِبة وشاعرة أمريكية، ولدت في 1958.